# بیلی دونلوپ
بیلی دونلوپ (انگلیسی: Billy Dunlop; ۱۱ اوت ۱۸۷۴ – ۲۸ نوامبر ۱۹۴۱) بازیکن فوتبال اهل اسکاتلند بود.

## باشگاهی
از باشگاه‌هایی که در آن بازی کرده‌است می‌توان به باشگاه فوتبال کیلمارنوک، باشگاه فوتبال لیورپول اشاره کرد.

## تیم ملی
وی همچنین در تیم ملی فوتبال اسکاتلند بازی کرده است.